# ブリジット・リン
ブリジット・リン（林 青霞、Brigitte Lin、Lín Qīngxiá, 1954年11月3日 - ）は、台湾出身の女優。

## 経歴
台北県で生まれ、嘉義県大林鎮で育った。1972年にスカウトされ、1973年に『窓の外』で映画デビューを果たし、後にジャッキー・チェンの妻となるジョアン・リンと並ぶ青春のスターの座を獲得。台湾映画の青春スターとなり、1976年の『ロンゲスト・ブリッジ』ではアジア太平洋映画祭最優秀主演女優賞を獲得。台湾で50本以上の文芸映画に出演した後、1979年に渡米。米国でパトリック・タム監督の『愛殺』（1981年）に出演する。
ツイ・ハーク監督の熱心な説得で1984年には『蜀山奇傅 天空の剣』に出演し、香港に居を移す。ジャッキー・チェン監督・主演の『ポリス・ストーリー/香港国際警察』（1985年）などに出演した後、ツイ・ハーク監督の『北京オペラブルース』（1986年）に出演。男装の麗人を演じた。1990年の『レッドダスト』では金馬奨の最優秀主演女優賞を受賞。
また、『ドラゴン・イン/新龍門客棧』（1992年）、『スウォーズマン/女神伝説の章』（1992年）、『楽園の瑕』（1994年）などでも男装のハマリ役を演じており、特に『スウォーズマン/女神伝説の章』での東方不敗役は彼女の代表作であり、英気に満ち、傲慢さを醸し、自由奔放で高飛車な役をこなしたことで高い評価はもちろん、“男装の麗人”を演じさせれば右に出るものがないと言われる。以後は、『キラーウルフ 白髪魔女伝』（1993年）など武侠映画への出演が急増。
1994年には、『恋する惑星』『楽園の瑕』など、ウォン・カーウァイ監督の映画にも出演したが、その後は結婚を機に女優業から離れ、現在は執筆活動に重点を置いている。

## 出演作品

### 映画
- 『窓の外』（1973年）
- 『ロンゲスト・ブリッジ』（1976年）
- 『新白蛇伝』（1978年）
- 『愛殺』（1981年）
- 『ドラゴン特攻隊』（1982年）
- 『アマゾネス・コマンドー 美女脱獄囚:地獄のX作戦』（1984年）
- 『セクシー・コマンド部隊 ピンク・フォース』（1984年）
- 『蜀山奇傅 天空の剣』（1984年）
- 『アザー・サイド・オブ・ジェントルマン』（1984年）
- 『ポリス・ストーリー/香港国際警察』（1985年）
- 『北京オペラブルース』（1986年）
- 『英雄正伝』（1986年）
- 『夢中人』（1986年）
- 『マネー・チェイス』（1987年）
- 『今夜星光燦爛』（1988年）
- 『蜘蛛に抱かれた女』（1989年）
- 『レッドダスト』（1990年）
- 『ドラゴン・イン/新龍門客棧』（1992年）
- 『チャウ・シンチーのロイヤル・トランプ』（1992年）
- 『チャウ・シンチーのロイヤル・トランプ2』（1992年）
- 『スウォーズマン/女神伝説の章』（1992年）
- 『暗戀桃花源』（1992年）
- 『天空伝説 ハンサム・シビリング』（1992年）
- 『大英雄』（1993年）
- 『スウォーズマン/女神復活の章』（1993年）
- 『イージーな彼氏たち』（1993年）
- 『キラーウルフ 白髪魔女伝』（1993年）
- 『黒豹天下/ブラックパンサー』（1993年）
- 『白髪魔女伝2』（1993年）
- 『チャイニーズ・ファイター 天空伝説』（1994年）
- 『シスター・オブ・ドラゴン 天女武闘伝』（1994年）
- 『ファイヤードラゴン 火雲伝奇』（1994年）
- 『恋する惑星』（1994年）
- 『楽園の瑕』（1994年）
  - 『楽園の瑕 終極版』（2008年）……『楽園の瑕』の別編集バージョン
- 『美少年の恋』（1998年） ナレーター
- 『華の愛 遊園驚夢』（2001年） ナレーター